# Hallagölen, Småland
Hallagölen är en sjö i Vetlanda kommun i Småland och ingår i Mörrumsåns huvudavrinningsområde. Sjön är 4,9 meter djup, har en yta på 0,048 kvadratkilometer och är belägen 236 meter över havet.